# Franziskanerkloster Tachov
Das Franziskanerkloster Tachov ist ein ehemaliges Kloster der Franziskaner-Minoriten in der Bezirksstadt Tachov (deutsch Tachau) in Tschechien.

## Geschichte

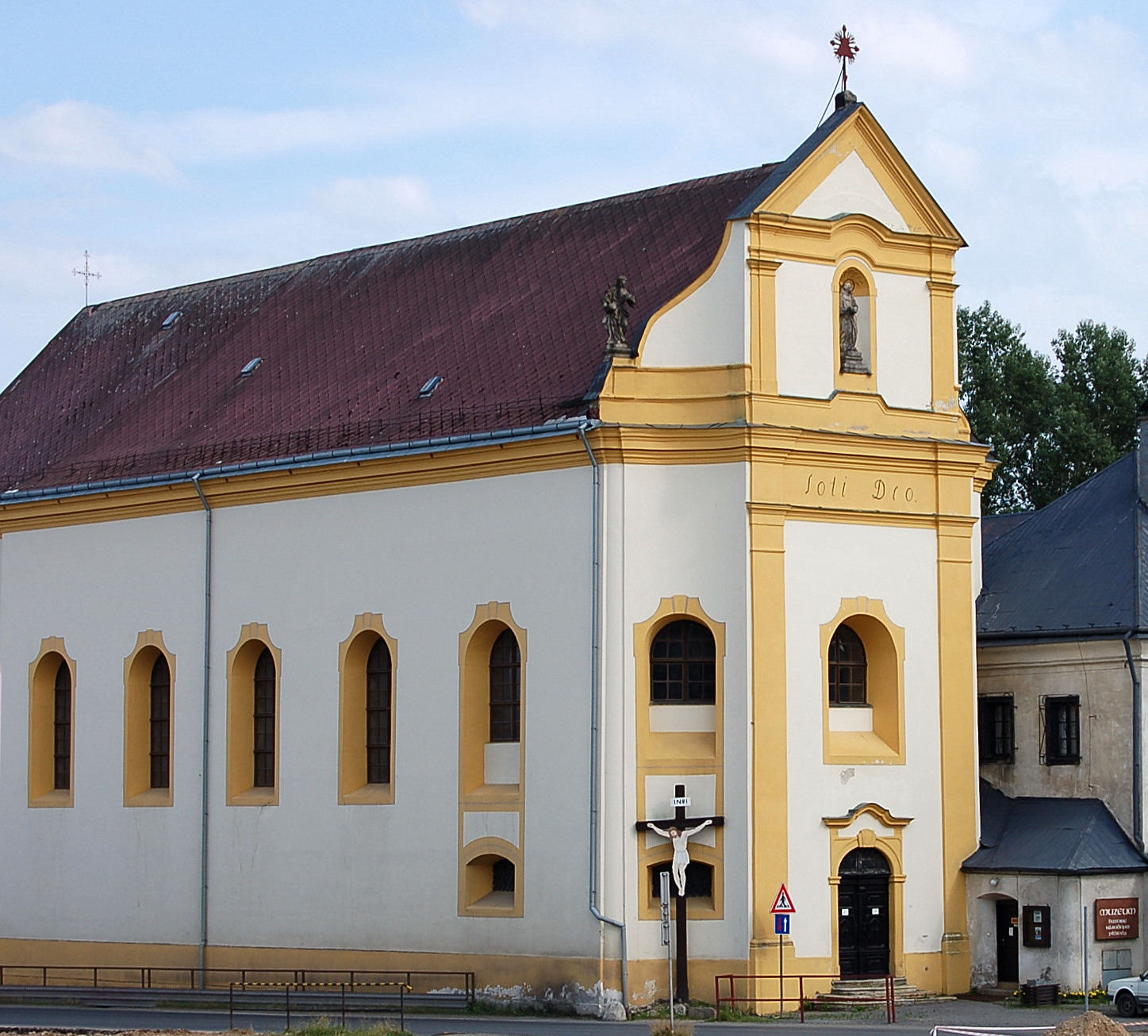
Ehemaliges Franziskanerkloster

Die Minoriten ließen sich in der zweiten Hälfte des 15. Jahrhunderts in der westböhmischen Stadt Tachov (Tachau) an der Mies nieder. Sie übernahmen die 1421 während der hussitischen Belagerung ausgeplünderte Spitalkirche, die gotische Kirche der hl. Maria Magdalena, und wandelten die Baulichkeiten in ein Kloster um. Der Franziskanerkonvent wurde als zweites Kloster der Stadt errichtet. Der Anfang des Tachauer Franziskanerklosters fällt damit in die Zeit der erfolgreichen Missionsarbeit des Franziskaners und Predigers Johannes Capistranus. Im Jahre 1451 wurde er vom Papst Nikolaus V. auch nach Böhmen und Schlesien entsandt, mit dem Ziel, die Anhänger von Jan Hus (um 1369 bis 1415) zu rekatholisieren.
In Tachau lebten bis zum 17. Jahrhundert etwa 15 Franziskaner. Immer wieder fielen im Laufe der Jahrhunderte Teile des Klosters Flammen zum Opfer und mussten wieder aufgebaut werden. Der Bau einer neuen Kirche erfolgte in den Jahren 1689 bis 1694 an der Stelle des ehemals gotischen Bauwerks. Nach einem verheerenden Brand im Jahre 1748 wurde die Kirche in ihrer heutigen Form errichtet. Neben der Kirche befindet sich bis heute das barocke Klostergebäude mit vier Flügeln, die sich um einen Innenhof gruppieren.
Im 18. Jahrhundert stieg die Anzahl der Brüder bis auf 30, nahm dann aber im Verlaufe des 19. Jahrhunderts wieder ab. Im Kloster (Tachau Nr. 447) wohnten nach den amtlichen Hauslisten Ende des 19. Jahrhunderts bis weit in das 20. Jahrhundert hinein aber auch einige ärmere Familien, die die Ordensbrüder bei der Haus- und Gartenarbeit unterstützten. Nur noch vier Franziskaner lebten schließlich bis zum Zweiten Weltkrieg im Tachauer Kloster, der letzte verließ das Tachov mit der Auflassung des Klosters am 14. April 1950.
Das Kloster wurde am Ende des Zweiten Weltkriegs durch amerikanische Brandbomben beschädigt. Die Schäden wurden erst einige Jahre nach dem Krieg vollständig beseitigt. Seit 1959 ist im ehemaligen Kloster das Tachauer Kreismuseum (OKRESNÍ MUZEUM V TACHOVĚ) untergebracht mit einer vorwiegend heimatkundlichen Sammlung. Das Gebäude steht inzwischen wieder im Eigentum des Franziskanerordens.

## Ausstattung
Sehenswert war der Hof des Klosters und der mit alten Ölbildern bestückte Kreuzgang. Das Franziskanerkloster besaß als wichtigstes Kleinod eine spätgotische Kreuzigungsgruppe, die Ulrich Creutz zugeschrieben wird und die sich heute im Nationalmuseum von Prag befindet. Die Seitenaltäre der hll. Antonius und Franziskus wurden von Baron Johann Philipp Husmann gestiftet.
Die ehemalige Klosterkirche St. Maria Magdalena verfügt über eine Rokokoausstattung aus den Jahren 1749–50 und eine Statue des hl. Johannes Nepomuk, die Johann Brokoff zugeschrieben wird. Die Fresken im Kloster schuf im Jahre 1827 Christoph Maurus Fuchs (1771–1848) aus Tirschenreuth.
Der Hauptaltar der Klosterkirche wurde 1874 mit einem Gemälde der hl. Maria Magdalena des Tachauer Künstlers Franz Rumpler (1848–1922) ergänzt, der später die Schule für Historienmalerei an der Wiener Akademie leitete. Rumpler hielt die Tachauer Klosterkirche im Jahre 1895 auch auf einem Ölgemälde fest. Aus der zweiten Hälfte des 19. Jahrhunderts stammen auch die Statuen der hll. Franziskus und des Johannes Capistranus.